# Porismus strigatus
Porismus strigatus là một loài côn trùng trong họ Osmylidae thuộc bộ Neuroptera. Loài này được Burmeister miêu tả năm 1839.